# Bjelašnica
Bjelašnica – najwyższy szczyt masywu Bjelašnica w Górach Dynarskich. Leży w Bośni i Hercegowinie. Podczas Zimowych Igrzysk Olimpijskich w 1984 roku na stokach Bjelašnicy rozgrywano konkurencje narciarstwa alpejskiego.